# Listen to My Heart
Listen to My Heart é o álbum de estreia japonês (segundo, no geral) da cantora sul-coreana BoA, lançado através da Avex Trax em 13 de março de 2002. BoA trabalhou com vários compositores no álbum, incluindo Natsumi Watanabe, Kazuhiro Hara, Ken Harada e Akira. Musicalmente, o álbum é primariamente pop com influências do R&B.
Listen to My Heart foi um grande avanço no sucesso de um artista coreano no Japão, tornando-se o primeiro álbum de uma artista coreano a alcançar o topo da Oricon Albums Charts e a receber o certificado de um milhão de cópias vendidas pela Recording Industry Association of Japan (RIAJ). Ganhou o prêmio de Álbum de Rock e Pop do Ano no 17º Japan Gold Disc Awards enquanto a faixa-título recebeu o Gold Award no 44º Japan Record Awards. A estreia bem sucedida de BoA no país é creditada por abrir portas para artistas coreanos no mercado japonês.
Vários singles foram lançados para a promoção de Listen to My Heart. O primeiro single do álbum, a versão em japonês de seu single de estreia, "ID; Peace B" (2000), foi lançada em maio de 2001, marcando seu primeiro lançamento no país. Cinco singles foram lançados posteriormente até o lançamento do álbum, incluindo a faixa-título que atingiu a quinta posição da Oricon Singles Chart.

## Lista de faixas
| N.º            | Título                                                        | Compositor(es)                                       | Produtor(es)        | Duração |  |
| 1.             | "Listen to My Heart"                                          | Natsumi Watanabe Kazuhiro Hara                       | Hara                | 3:57    |  |
| 2.             | "Power"                                                       | Maki Mihara Ken Harada                               | Harada              | 4:10    |  |
| 3.             | "Every Heart" (ミンナノキモチ)                                | Watanabe Bounceback                                  | h•wonder            | 4:33    |  |
| 4.             | "Don't Start Now"                                             | Yoo Young Jin Yuko Ebine Peter Rafeison Jeff Vincent | Rafeison Vincent    | 3:55    |  |
| 5.             | "Kimochi wa Tsutawaru" (気持ちはつたわる)                     | Shin Youn Ah Bounceback                              | Akira               | 4:23    |  |
| 6.             | "Share Your Heart (With Me)"                                  | Yuko Ebine Tetsuya Muramatsu                         | Akira               | 4:37    |  |
| 7.             | "Dreams Come True"                                            | Mihara Harada                                        | Harada              | 4:55    |  |
| 8.             | "Amazing Kiss"                                                | Bounceback                                           | Harada Bounceback   | 4:34    |  |
| 9.             | "Happiness"                                                   | Maho Fukami                                          | Harada              | 4:33    |  |
| 10.            | "ID; Peace B"                                                 | Young Jin Mai Matsumuro                              | Young Jin           | 3:34    |  |
| 11.            | "Nobody But You"                                              | Watanabe Kosuke Morimoto                             | Akira               | 3:46    |  |
| 12.            | "Nothing's Gonna Change"                                      | BoA Watanabe                                         | Kai                 | 5:23    |  |
| 13.            | "Listen to My Heart" (Hex Hector Main Mix) (Versão em inglês) | Watanabe Hara                                        | Hara Hex Hector     | 4:10    |  |
| 14.            | "The Meaning of Peace"                                        | Tetsuya Komuro                                       | Komuro Max Matsuura | 5:01    |  |
| Duração total: | Duração total:                                                | Duração total:                                       | Duração total:      | 62:31   |  |

## Tabelas musicais

### Tabelas semanais
| Tabelas musicais (2002) | Melhor posição |
| ----------------------- | -------------- |
| Japão (Oricon)          | 1              |

### Tabelas de fim de ano
| Tabelas musicais (2002) | Melhor posição |
| ----------------------- | -------------- |
| Japão (Oricon)          | 12             |

## Certificações
| Região               | Certificação | Unidades/vendas |
| -------------------- | ------------ | --------------- |
| Japão (RIAJ)         | Platina      | 931.742         |
| Coreia do Sul (MIAK) | —            | 13.189          |